# Norma Goldmann
Norma Goldmann (* 6. Oktober 2003 in Steinhausen) ist eine Schweizer Handballspielerin.

## Karriere
Norma Goldmann gehörte bis 2023 zum Kader des LK Zug. Ab Sommer 2023 hat sie einen Drei-Jahres-Vertrag beim deutschen Erstligisten HSG Bad Wildungen unterschrieben. Nachdem die HSG Bad Wildungen im Jahr 2024 aus der Bundesliga abgestiegen war, schloss sie sich dem schwedischen Verein Kristianstad HK an. Seit dem Januar 2025 läuft sie für den deutschen Bundesligisten HSG Bensheim Auerbach auf.
Am 6. Oktober 2021 gab sie ihr Debüt für die Schweizer A-Nationalmannschaft bei der Europameisterschaftsqualifikation gegen Russland. Sie stand im Kader für die Europameisterschaft 2024. Die Schweiz erreichte die Hauptrunde und beendete das Turnier auf dem 12. Platz. Goldmann kam in allen 7 Spielen zum Einsatz und erzielte 8 Tore.